# Ніколас Гефлер
Ніколас Гефлер (нім. Nicolas Höfler, нар. 9 березня 1990, Юберлінген, Німеччина) — німецький футболіст, центральний півзахисник клубу «Фрайбург».

## Ігрова кар'єра
Ніколас Гефлер є вихованцем футбольної школи клубу «Фрайбург». З 2008 року футболіст виступав за другу команду у Регіональній лізі. У 2010 році Гефлера було переведено до першої команди. Але для набору ігрової практики два сезони футболіст провів в оренді у клубі Другої Бундесліги «Ерцгебірге Ауе».
Після повернення з оренди влітку 2013 року Гефлер зайняв постіне місце в центра півзахисту команди. У серпні 2013 року Гефлер дебютував у турнірі Бундесліги. На початку 2020 року Гефлер продовжив контракт з «Фрайбургом» і став гравцем, який найдовше грає в команді, провівши вже понад 200 офіційних матчів.